# Liste des théâtres de Montréal
Voici une liste des théâtres situés sur le territoire de la ville de Montréal, au Québec. 

## Théâtres
- Théâtre du Nouveau Monde, fondé en 1951
- Théâtre de Quat'Sous, fondé en 1955
- Théâtre du Rideau Vert, fondé en 1949
- Théâtre d'Aujourd'hui, fondé en 1968
- Théâtre Jean-Duceppe
- Centaur Theatre, ancien édifice de la Bourse de Montréal, il est aujourd'hui le théâtre de langue anglaise de la ville.
- Théâtre La Chapelle, fondé en 1990
- Théâtre Denise-Pelletier, autrefois « théâtre Granada », construit en 1928
- Centre Segal des arts de la scène, anciennement Centre Saidye-Bronfman, fondé en 1967
- Théâtre Prospero
- Gesù, fondé en 1865
- Espace Go Espace Go
- Espace Libre
- Théâtre La Licorne
- Lion d'Or
- Maison Théâtre
- Monument-National

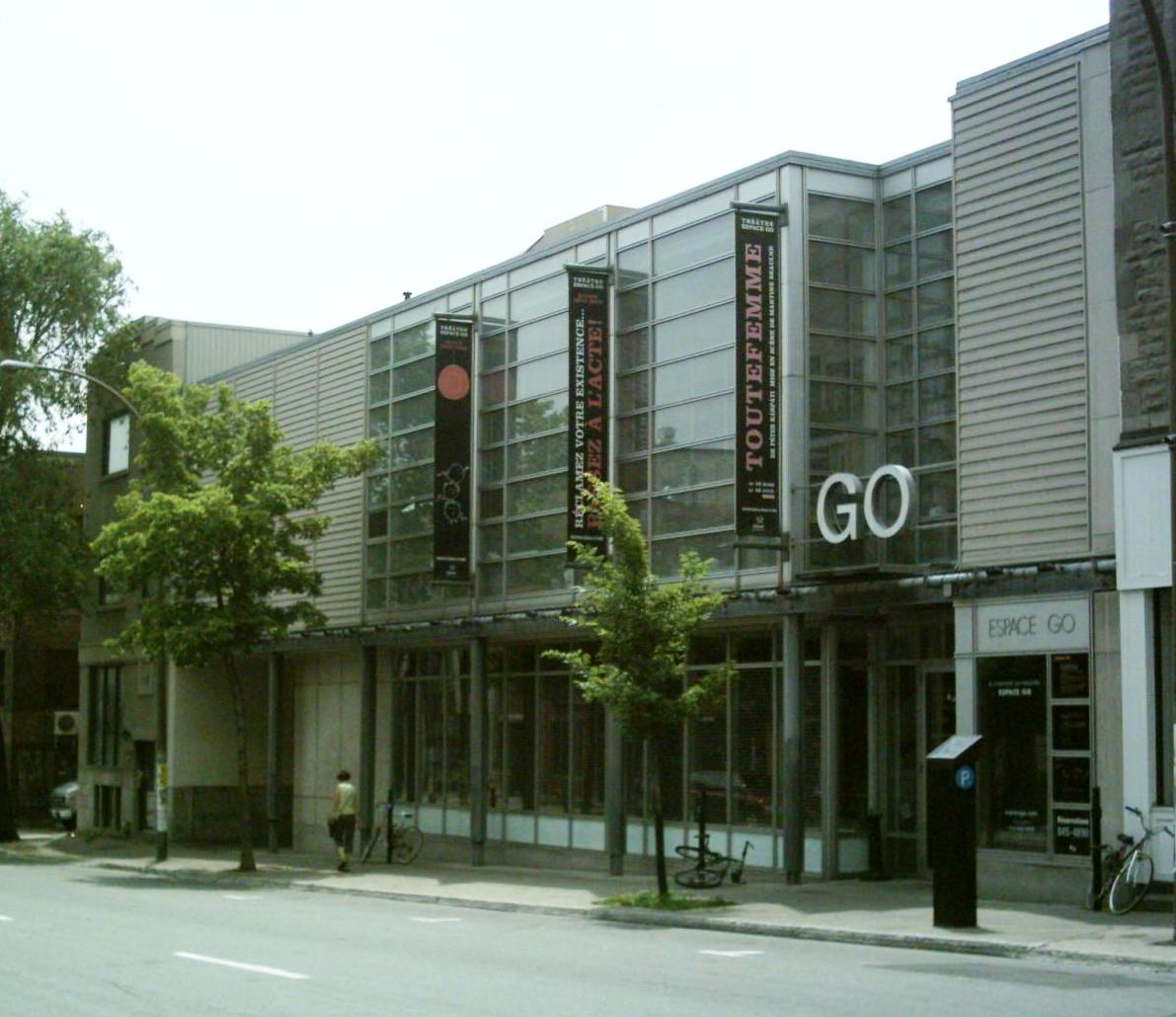
Espace Go

- Théâtre National, construit en 1900
- Théâtre Outremont
- Théâtre Aux Écuries, fondé en 2009
- Théâtre Saint-Denis
- Usine C, fondé en 1995 par la Compagnie Carbone 14
- Salle Wilfrid-Pelletier, construite en 1963
- Her Majesty's Theatre (en)
- Théâtre de Verdure
- Théâtre La Comédie de Montréal, fondé en 2016